# Alain de La Bourdonnaye
Alain de La Bourdonnaye, né le 1er mai 1930 à Paris où il est mort le 28 mars 2016, est un peintre, graveur, éditeur et imprimeur français.
Il a vécu et travaillé à Paris et dans le Gers. On le nomme « artisan architecte de livre ».

## Biographie
Il est le fils d'Alphonse et d’Élisabeth de La Bourdonnaye qui auront 6 enfants : Bertranne, Geoffroy, Nicole, Oriane, Guy et Alain.
Alain de La Bourdonnaye entre en 1952 à l'atelier d'Arpad Szenes et y peint ses premiers tableaux sous le regard de l'ensemble des élèves.
Il apprend d'autre part la gravure à l’Atelier 17 avec Stanley William Hayter et Granville est le premier marchand à reconnaître sa peinture.
Il défend l'abstraction lyrique et participe aux premiers salons d'art abstrait où figurent Estève, Vieira da Silva, Bazaine et Zao Wou-Ki en qualité de peintre et de graveur.
Plusieurs expositions à la galerie Régence de Bruxelles l'ont fait entrer dans les collections belges et pendant des années, la peinture cohabite avec la gravure et les livres, auxquels il se consacre exclusivement depuis 1982.
Il entre au Comité national du livre illustré français, en mai 1962.
Il a créé une trentaine d’ouvrages depuis 1955 et il est un représentant de l’âge d’or du « livre illustré », ou livre d'artiste. A l'antithèse du livre-objet, il choisit textes, papiers, matériaux, typographie et illustrations.
Il reçoit en 1986 l'ordre des Arts et des Lettres[réf. nécessaire].
Alain de La Bourdonnaye est mort le 28 mars 2016, ; il est enterré à Pergain-Taillac, dont il a longtemps été le conseiller municipal.

## Expositions
- Expositions personnelles (peintures, gravures, livres, dessins, sculptures) dans les galeries et dans les bibliothèques tant en France qu’à l’étranger : Paris, Bâle, Strasbourg, Bruxelles, Toulouse, Agen, Auch, Luxembourg.
- Expositions collectives (depuis 1952) : Paris, Toulon, Senlis, Montpellier, Grenoble, Cologne, New York, Alabama, Richmond, Chicago, etc.
- Participation à des salons : Salon de mai, Salon d’octobre, Salon Comparaisons, Salon des arts ménagers, Saga, Page(s) - Salon de la bibliophilie contemporaine (Paris) ; Artist’s Book international (Düsseldorf, New York, Cologne) ; Caractères (Bruxelles) ; Premier salon d’art abstrait (Chalons et Epernay) ; Biennale internationale des livres d'artistes Biblioparnasse (Dives-sur-Mer ); Biennale internationale de gravure (Ljubljana, Yougoslavie, Condé-sur-l’Escaut, Belgique) ; Foire d’art actuel (Bruxelles), etc.

## Collections
Certaines de ses œuvres font partie d'une quinzaine des collections les plus prestigieuses du monde : Réserve des livres précieux et cabinet des estampes de la BNF (Paris), bibliothèque de l’Arsenal (Paris), Musée d’art moderne de la Ville de Paris, Fonds national d'art contemporain, Centre national d’art contemporain (Paris), Bibliothèque nationale du Luxembourg, Bibliothèque nationale Suisse (Berne), The Library of Congress (Washington), Musée d’art contemporain de Montréal, Bibliothèque royale de Belgique (Bruxelles).[réf. nécessaire]

## Publications
Bibliographie établie à partir des notices de la BNF et du Catalogue Raisonné des gravures et livres illustrés, rédigé par Christine Martinent et publié en 2011. 
Tous ces livres ont été illustrés de gravures et imprimés par lui à petit nombre :
- Jean de Patmos, L'Agneau brise les sept sceaux, 2014
- Georges Fourest, La négresse blonde 2010
- Friedrich Nietzsche, Le chant de la nuit 2009
- Jules Renard, Histoires naturelles  2008
- Pierre de Garros, Psaumes de David viratz en rythme gascon... 2006
- Hartmann Schedel, La Chronique de Nuremberg 2005
- Achim von Arnim et Clemens Brentano, Le prêche de Saint Antoine de Padoue aux poissons 2003
- Alain de La Bourdonnaye, Traces 2001
- Jean Lorrain, Mandosiane captive 2000
- Louise Denise, L'émeraude 1999
- Petrus Borel, Prologue de Madame Putiphar  1993
- Xavier Forneret, Un rêve c'est... 1992
- Maître Eckart, Granum sinapis 1991
- Aloysius Bertrand, Ondine 1989
- Clovis Hesteau, Les visions hermétiques 1987
- Alain de La Bourdonnaye, Cist 1985
- Henri IV, Remonstrance aux gentils-hommes casaniers 1983
- Emmanuel Muheim, Dalles de gués 1983
- Emmanuel Muheim, Telle une procession de la lumière 1982
- Théodore Agrippa d'Aubigné, Les prières 1964
- Romain Weingarten, Au péril des fleurs  1960
- Pierre Lecuire, Consul constant 1958
- Jean de La Croix, Les cantiques spirituels 1958
- Blaise de Vigenère, Psaumes pénitentiels de David 1956